# 駐日ボスニア・ヘルツェゴビナ大使館
駐日ボスニア・ヘルツェゴビナ大使館（ちゅうにちボスニア・ヘルツェゴビナたいしかん）は、ボスニア・ヘルツェゴビナが東京都港区に設置している大使館。
1991年1月に開設された。

## 所在地
東京都港区南麻布5丁目3番29号　ガーデニアビルディング2階、3階

## 大使
2023年12月7日より、マト・ゼコが特命全権大使を務めている。